# Jeff Beck with the Jan Hammer Group Live
Jeff Beck with the Jan Hammer Group Live — концертный альбом британского гитариста Джеффа Бека, изданный в 1977 году компанией Epic Records.

## Об альбоме
Альбом Jeff Beck with the Jan Hammer Group Live представляет собой сокращенную запись «живых» выступлений гитариста Джеффа Бека во время совместного тура с группой клавишника Яна Хаммера. Тур начался в июне 1976 года и закончился в феврале 1977 года и состоял из 117 концертов.
В него вошли композиции из двух инструментальных гитарных релизов Джеффа Бека Blow by Blow (1975) и Wired (1976), а также вокальные номера «Earth (Still Our Only Home)» и «Full Moon Boogie» из совместного альбома бывших участников Mahavishnu Orchestra Яна Хаммера и скрипача Джерри Гудмэна Like Children (1974). Основные моменты диска включают расширенные джемы Джеффа Бека с клавишником Яном Хаммером на композициях «Freeway Jam» и «Blue Wind».
Вместе с продюсером Epic A&R Томом Верманом Джефф Бек прослушивал записи с нескольких концертов в студии Алана Туссена в Новом Орлеане. Они выбрали то, что, по их мнению, соответствовало их высоким ожиданиям о выдающейся музыкальности и точности. Большая часть альбома происходит из особенно исключительного концерта в зале «The Aster Theater» в Рединге, штат Пенсильвания. Затем Ян Хаммер участвовал в проекте, микшируя запись.
Оглядываясь назад на тур «Wired» — задокументированный в записи Jeff Beck with the Jan Hammer Group Live — Бек говорит, что эти шоу заставили некоторых людей в аудитории почесывать голову.

«Я не думаю, что многие люди знали, что, черт возьми, происходит на сцене. Я могу сказать вам, что это было захватывающее — электрическое — время для нас, как для музыкантов, потому что мы продвигали музыку в новых направлениях. В то время, я думаю, мы были немного за пределами понимания для большинства людей, но когда вы оглядываетесь назад сейчас... это было нечто!»— Джефф Бек, The Vogue

## Релиз и критика
Альбом был выпущен в марте 1977 года, после чего в мае поднялся до 23-го места в чарте Billboard 200 и получил золотой сертификат от RIAA.
Однако критики прохладно встретили совместное выступление Бека и Хаммера. Так, обозреватель The New York Times Джон Рокуэлл пишет: «Всё ещё было чем восхищаться в игре мистера Бека, но мистер Хаммер, при всей своей яркой виртуозности, не является сильной музыкальной личностью, которой были либо его джазовые наставники, либо мистер Бек, и результат звучал просто немного безлико». Майкл Розек из Rolling Stone считает, что Live… можно назвать провальным альбомом стиля фьюжн. По мнению журналиста, альбому не хватает энергии, возможно, потому, что четыре мелодии Нарады Майкла Уолдена, которые так хорошо работали на Wired, заменены треками Яна Хаммера, а возможно кто-то, будь то Бек или Хаммер (который продюсировал), просто выбрал не те записи.
Только онлайн-издание Ultimate Classic Rock положительно оценило этот альбом, назвав его, возможно, лучшим из концертных релизов гитариста. Обозреватель издания Гэри Графф считает, что номера «Freeway Jam», «Scatterbrain», «Full Moon Boogie» и «Blue Wind» демонстрируют Бека на одном из пиков его карьеры.
В ретроспективном интервью журналу Guitar Player в 1980 году Джефф Бек сам довольно критично описал свой опыт выступления с Яном Хаммером, сказав, что его сильно утомила необходимость каждый вечер играть длительные десятиминутные соло, которые имели косметический эффект, но никогда не были обоснованы и не имели никакой цели.

## Список композиций
| №  | Название                      | Автор(ы)                   | Длительность |
| -- | ----------------------------- | -------------------------- | ------------ |
| 1. | «Freeway Jam»                 | Макс Миддлтон              | 7:21         |
| 2. | «Earth (Still Our Only Home)» | Ян Хаммер                  | 4:34         |
| 3. | «She's a Woman»               | Джон Леннон, Пол Маккартни | 4:25         |
| 4. | «Full Moon Boogie»            | Хаммер, Джерри Гудмэн      | 6:07         |

| №                   | Название                            | Автор(ы)            | Длительность |
| ------------------- | ----------------------------------- | ------------------- | ------------ |
| 5.                  | «Darkness/Earth in Search of a Sun» | Хаммер              | 7:52         |
| 6.                  | «Scatterbrain»                      | Миддлтон, Джефф Бек | 7:25         |
| 7.                  | «Blue Wind»                         | Хаммер              | 6:20         |
| Общая длительность: | Общая длительность:                 | Общая длительность: | 44:31        |

## Участники записи
- Джефф Бек — гитара, бас-гитара, спецэффекты
- Ян Хаммер — синтезатор Moog, струнные синтезаторы Oberheim и Freeman, электрическое пианино, тимбалы; ведущий вокал на «Earth (Still Our Only Home)»
- Тони «Thunder» Смит — барабаны; ведущий вокал на «Full Moon Boogie»
- Фернандо Сондерс — бас, гармонический вокал; ритм-гитара на «She’s A Woman»
- Стив Киндлер — скрипка; струнный синтезатор в «Darkness»; ритм-гитара в «Blue Wind»